# Irmgard Keun
Irmgard Keun (Charlottenburg, 6 februari 1905 – Keulen, 5 mei 1982) was een Duits schrijver wier werk wordt gerekend tot de stroming van de nieuwe zakelijkheid.

## Biografie
Irmgard Keun werd geboren in Berlijn en groeide vanaf 1913 op in Keulen. Hier begon ze op zestienjarige leeftijd met een opleiding tot actrice. Nadat ze een paar jaar in Greifswald en Hamburg had gewerkt begon ze met schrijven. Ze leerde de schrijver Alfred Döblin kennen die haar zou hebben gestimuleerd om te gaan schrijven.
In 1931 verscheen de eerste roman van Keun: Gilgi, eine von uns. Het werd in de Weimarrepubliek een groot succes: in een jaar tijd werden er 30.000 exemplaren van verkocht. Een jaar later kwam haar tweede roman uit, Das kunstseidene Mädchen. In beide boeken schetste Keun het beeld van een onconventionele, vrijgevochten vrouw.
Kort na de publicatie van haar tweede roman kwamen de Nazi's aan de macht. Haar werk kwam op de verboden lijst terecht en werd door de Gestapo ingenomen. Keun vluchtte in 1933 uit Duitsland en woonde enige tijd in Frankrijk en Nederland. Ze sloot zich aan bij andere verbannen Duitse schrijvers zoals Stefan Zweig en Joseph Roth. In deze tijd had ze ook een relatie met Roth met wie ze enige tijd in Oostende leefde.
Door haar leven in ballingschap en het verbod van haar boeken was het lezerspubliek van Keun behoorlijk gekrompen. In 1940 doken er krantenberichten op dat ze zelfmoord had gepleegd, maar dit bleek een vals nieuwsbericht. Keun maakte hier gebruik van door terug te keren naar Duitsland. Tot aan de jaren zeventig leefde ze in de anonimiteit tot haar werk herwaardering kreeg.

## Verfilmingen
Twee boeken van Keun zijn in de loop der jaren verfilmd. Johannes Meyer verfilmde al een jaar na de publicatie  Gilgi, eine von uns onder de titel Eine von uns. Julien Duvivier maakte in 1960 de film Das kunstseidene Mädchen naar de gelijknamige roman en Wolf Gremm bewerkte Nacht Mitternacht tot een film in 1981.
- Bibsys: 90057389
- Biblioteca Nacional de España: XX916293
- Bibliothèque nationale de France: cb119096805 (data)
- Catàleg d'autoritats de noms i títols de Catalunya: 981058510156706706
- CiNii: DA05652621
- Digitale Bibliotheek voor de Nederlandse Letteren: keun011
- Gemeinsame Normdatei: 118722123
- International Standard Name Identifier: 0000 0000 8139 6924
- Library of Congress Control Number: n84805120
- Nationale Bibliotheek van Letland: 000019701
- MusicBrainz: 3dfa668d-0ac3-4508-852a-51630d5b9045
- Bibliotheek van het Japanse parlement: 001138534
- Nationale Bibliotheek van Tsjechië: xx0022294
- Nationale bibliotheek van Australië: 36562897
- Nationale Bibliotheek van Israël: 987007519042205171
- Nationale Bibliotheek van Polen: a0000001157232
- Nederlandse Thesaurus van Auteursnamen: 068939663
- Réseau des bibliothèques de Suisse occidentale: 02-A003451640
- Istituto Centrale per il Catalogo Unico: CFIV041509
- LIBRIS: 263163
- SNAC: w64v0wsr
- Système universitaire de documentation: 026948702
- Trove: 1294309
- Virtual International Authority File: 59879056
- WorldCat: E39PCjt9vgJHtH9Y7rVPD6tPHC